# Тіт Тацій

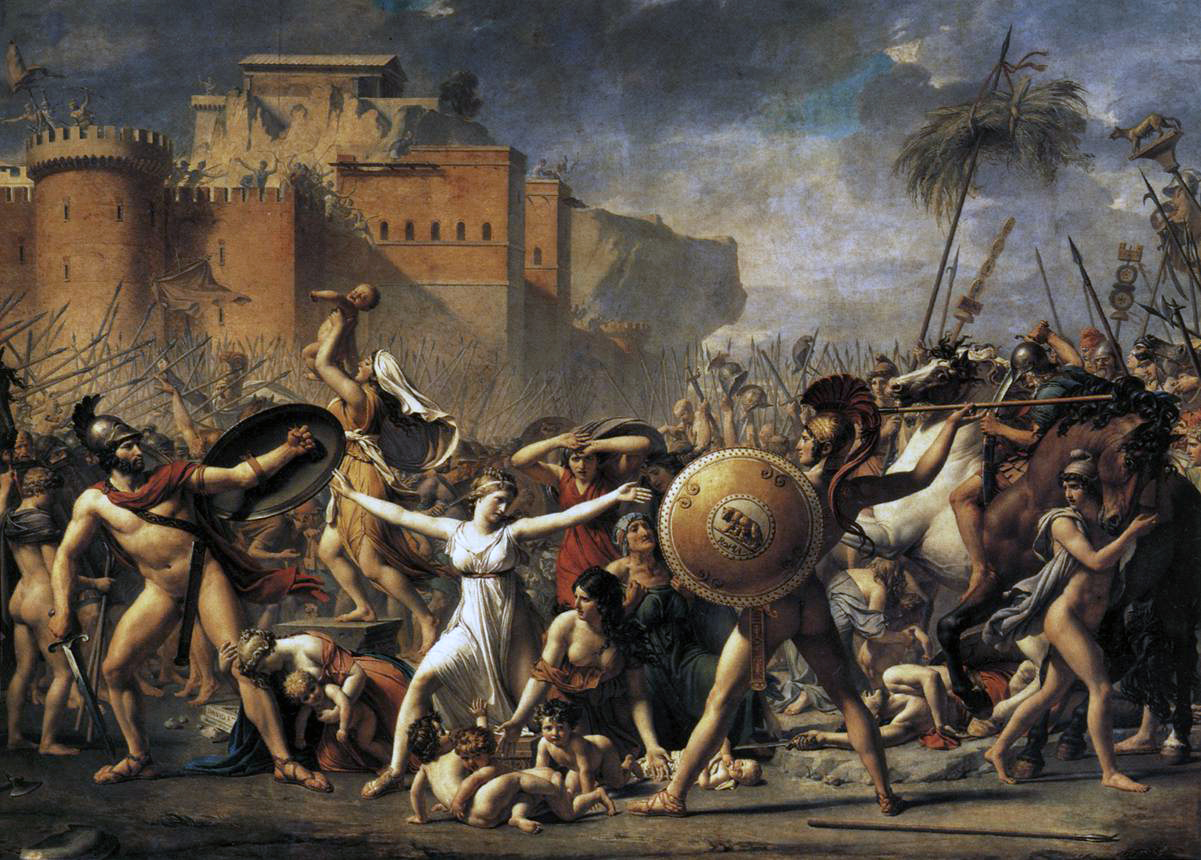
Втручання сабінських жінок у війну Ромула та Тація (Жак-Луї Давід)

Тит Та́цій (лат. Titus Tatius) — легендарний цар сабінів, правитель міста Куреса.
Згідно з легендою, римський правитель Ромул запросив сабінян на свято Нептуна, під час якого за його сигналом були викрадені сабінянські жінки, а їх чоловіків прогнали воїни. Тацій зібрав військо, атакував і завдяки зраді Тарпеї, захопив Капітолійський пагорб.
Однак, сабінянські жінки, взяті римлянами в дружини, умовили Тита і Ромула примиритися. Умовою перемир'я став договір про спільне правління Римом. Римляни і сабіняни об'єдналися, утворивши один народ — квірити. Угода тривала недовго, тому що через 5 років Тацій помер (згідно з Плутархом, можливо, був убитий жителями міста Лавініума в результаті кровної помсти за образу, завдану лавінським послам родичами Тита) і Ромул залишився одноосібним правителем Риму. У результаті короткого правління Тит не увійшов до списку «Семи давньоримських царів». Вищезгадана легенда дійшла до нас у викладі римського історика Тита Лівія, але реальність існування і правління Тита Тація не доведена. Марк Теренцій Варрон називає його правителем Риму, при якому місто розширилося і який організував кілька культів. Проте, ймовірно, Тит Тацій є епонімом титських племен або вигаданою персоною.